# Ihráč
Ihráč é um município da Eslováquia, situado no distrito de Žiar nad Hronom, na região de Banská Bystrica. Tem 20,75 km² de área e sua população em 2018 foi estimada em 514 habitantes.

## Demografia
| Ano:        | 1994 | 2004   | 2014   | 2024    |
| ----------- | ---- | ------ | ------ | ------- |
| Broj ljudi: | 570  | 573    | 539    | 465     |
| Razlika:    |      | +0,52% | -5,93% | -13,72% |

| Ano:               | 2023 | 2024   |
| ------------------ | ---- | ------ |
| Número de pessoas: | 473  | 465    |
| Diferença:         |      | -1,69% |